# Yangfangkou (köpinghuvudort i Kina, Shanxi Sheng, lat 39,10, long 112,33)
Yangfangkou är en köpinghuvudort i Kina. Den ligger i provinsen Shanxi, i den norra delen av landet, omkring 140 kilometer norr om provinshuvudstaden Taiyuan. Antalet invånare är 11 605. Befolkningen består av 5 589 kvinnor och 6 016 män. Barn under 15 år utgör 19,0 %, vuxna 15-64 år 73 %, och äldre över 65 år 7,0 %.
Runt Yangfangkou är det ganska tätbefolkat, med 172 invånare per kvadratkilometer. Närmaste större samhälle är Shangshaleng, 17,4 km nordost om Yangfangkou. Trakten runt Yangfangkou består i huvudsak av gräsmarker.
Genomsnittlig årsnederbörd är 620 millimeter. Den regnigaste månaden är juli, med i genomsnitt 184 mm nederbörd, och den torraste är december, med 3 mm nederbörd.